# Sir Winston Churchill (voilier)
Pour les articles homonymes, voir Winston Churchill (homonymie).
Le  Sir Winston Churchill est une goélette à trois mâts à hunier à coque acier, construite en 1966 pour répondre aux défis des Tall Ships' Races de l'époque et étant aussi un navire-école.
Il est devenu, depuis sa rénovation de 2002, un charter de croisière de luxe.

## Histoire
En 1955, l'anglais B. Morgan créa la Sail Training Association pour regrouper les voiliers écoles.
L'Angleterre n'ayant pas de grand voilier, la Sail Training Association of U.K. commanda en 1964 cette goélette.

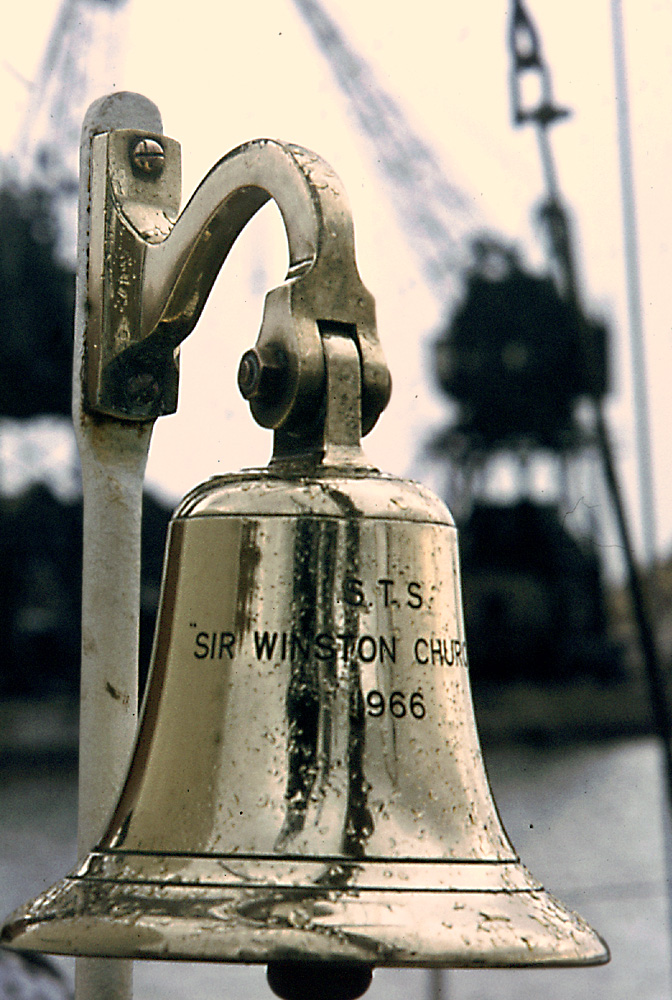
Cloche du Sir Winston Churchill

Sous le patronage du duc d'Édimbourg et avec des fonds de soutien public, le Sir Winston Churchill put être lancé en 1966. Ce lancement fut retardé par des dégâts causés lors d'une tempête.
Un sister-ship lui a été adjoint en 1967 : le Malcolm Miller, aujourd'hui Elena-C.
Il participa à de nombreuses courses du monde entier et remporta de nombreux prix.  
Les deux voiliers ont été retirés du service en 2000 et remplacés par le Prince William et le Stavros S Niarchos.
Le Sir Winston Churchill a été complètement rénové pour la croisière. 
Il possède 6 luxueuses cabines pour un maximum de 12 passagers. L’Elena-C a été ravagé par un incendie en 2009.

## Manifestations de grands voiliers
Participation à Rouen :
- Armada de la liberté en 1994.